# Cornel Nemțoc
Cristinel Cornel Nemțoc (* 8. Februar 1974 in Costișa, Kreis Suceava) ist ein ehemaliger rumänischer Ruderer, der fünf Weltmeisterschaftsmedaillen im Achter gewann.

## Sportliche Karriere
Der 1,98 m große Cornel Nemțoc gewann bei den Junioren-Weltmeisterschaften 1991 den Titel im Vierer mit Steuermann, 1992 erkämpfte er in der gleichen Bootsklasse die Silbermedaille hinter den Deutschen. 1993 trat er erstmals mit dem rumänischen Achter an und gewann bei den Weltmeisterschaften 1993 in Račice u Štětí die Silbermedaille hinter dem Deutschland-Achter. Bei den Weltmeisterschaften 1994 in Indianapolis nahm Nemțoc in zwei Bootsklassen teil. Im Vierer ohne Steuermann verpassten die Rumänen die Teilnahme am A-Finale. Mit dem Achter gewann er die Bronzemedaille hinter den Booten aus den Vereinigten Staaten und den Niederlanden. 1995 trat Nemțoc nur im Achter an, der den fünften Platz bei den Weltmeisterschaften in Tampere belegte. Bei den Olympischen Spielen 1996 in Atlanta belegte der rumänische Achter als Sieger des B-Finales den siebten Platz, nachdem der Finaleinzug um 0,55 Sekunden gegenüber den Australiern verpasst worden war.
1997 trat Nemțoc bei den Weltmeisterschaften auf dem Lac d’Aiguebelette im Vierer ohne Steuermann und im Achter an. Im Vierer erkämpften Dorin Alupei, Claudiu Marin, Cornel Nemțoc und Florian Tudor die Bronzemedaille hinter den Briten und den Franzosen. Alle vier Ruderer gewannen mit dem Achter die Silbermedaille hinter dem Boot aus den Vereinigten Staaten. Bei den Weltmeisterschaften 1998 in Köln ruderte Nemțoc wie im Vorjahr in zwei Bootsklassen. Mit dem Vierer ohne Steuermann belegte er den fünften Platz, der Achter gewann die Bronzemedaille hinter den Booten aus den Vereinigten Staaten und aus Deutschland. 1999 gewann Nemțoc mit dem rumänischen Achter die Weltcup-Regatten in Hazewinkel und in Wien. Bei den Weltmeisterschaften in St. Catharines belegte der rumänische Achter den vierten Platz. Im Jahr darauf erreichte Nemțoc mit dem Achter den sechsten Platz bei den Olympischen Spielen 2000 in Sydney. 
Bei den Weltmeisterschaften 2001 in Luzern trat Nemțoc im Zweier mit Steuermann und im Achter an. Im Zweier siegten die Briten vor den Italienern, dahinter erkämpften Cornel Nemțoc, Ioan Florariu und Steuermann Marin Gheorghe die Bronzemedaille. Alle drei saßen tags darauf auch im Achter, der den Titel vor den Kroaten und den Deutschen gewann. Dies war der erste Weltmeistertitel für den rumänischen Männer-Achter überhaupt. Auch bei den Weltmeisterschaften 2002 trat er in beiden Bootsklassen an, dem vierten Platz im Zweier mit Steuermann folgte der achte Platz mit dem Achter. Nach dem zehnten Platz mit dem Achter bei den Weltmeisterschaften 2003 belegte er bei den Weltmeisterschaften 2004 zum Abschluss seiner Karriere den zehnten Platz im Vierer mit Steuermann. 